# Łesiówka
Łesiówka (ukr. Лесівка, Łesiwka) – wieś na Ukrainie, w obwodzie iwanofrankiwskim, w rejonie bohorodczańskim.

## Urodzeni
- Mychajło Jackiw